# Chikara Campeonatos de Parejas

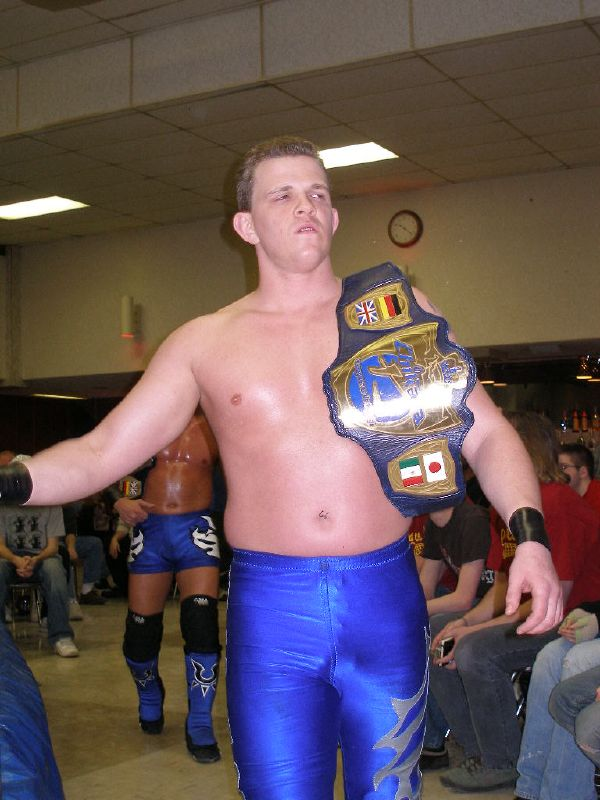
La cintura sulla spalla del campione Icarus.

Il Campeonatos de Parejas è un titolo di coppia della federazione di wrestling statunitense Chikara. La particolarità di questo titolo è il metodo per diventare primi sfidanti poiché, per ottenere questo status, un Team deve guadagnare tre punti, vincendo tre match di coppia di fila. Alla prima sconfitta, bisognerà ricominciare da capo. Inoltre, il match titolato deve essere obbligatoriamente un 2 out of 3 falls match, secondo le regole della Lucha Libre. È stato introdotto nel 2006.

## Albo d'oro
| Wrestlers                                              | Regni | Data              | Luogo                 | Note |
| ------------------------------------------------------ | ----- | ----------------- | --------------------- | --- |
| Kings of Wrestling Chris Hero & Claudio Castagnoli     | 1     | 26 febbraio 2006  | Philadelphia          | Hero e Castagnoli sconfissero Milano Collection A.T. & Skayde nella finale del Tag World Grand Prix 2006, diventando primi campioni. |
| Team F.I.S.T. Gran Akuma & Icarus                      | 1     | 17 novembre 2006  | Reading, Pennsylvania | |
| Incoherence Delirious & Hallowicked                    | 1     | 26 ottobre 2007   | Reading, Pennsylvania | Delirious & Hallowicked sconfissero Icarus & Chuck Taylor, che sostituiva Akuma infortunato.                                         |
| The Super Smash Bros Player Uno & Player Dos           | 1     | 21 settembre 2008 | Cleveland             | |
| The Osirian Portal Amasis & Ophidian                   | 1     | 19 ottobre 2008   | Philadelphia          | |
| The Colony Fire Ant & Soldier Ant                      | 1     | 13 settembre 2009 | Nashua                | |
| Bruderschaft des Kreuzes Ares & Claudio Castagnoli (2) | 1     | 20 marzo 2010     | Easton                | |
| Jigsaw & Mike Quackenbush                              | 1     | 12 dicembre 2010  | Reading, Pennsylvania | |
| Chuck Taylor & Johnny Gargano                          | 1     | 18 settembre 2011 | Manhattan             | |
| 3.0 Scott Parker & Shane Matthews                      | 1     | 24 marzo 2012     | Vaughan, Ontario      | |
| Chuck Taylor & Johnny Gargano                          | 2     | 29 aprile 2012    | Lafavette             | |
| The Young Bucks Matt Jackson & Nick Jackson            | 1     | 2 giugno 2012     | Philadelphia          | |
| 3.0                                                    | 2     | 10 febbraio 2013  | Philadelphia          | |
| Pieces of Hate Jigsaw (2) & The Shard                  | 1     | 2 giugno 2013     | Philadelphia          | |